# Liste der Baudenkmale in Rühen
In der Liste der Baudenkmale in Rühen sind alle Baudenkmale der niedersächsischen Gemeinde Rühen aufgelistet. Die Quelle der Baudenkmale ist der Denkmalatlas Niedersachsen. Der Stand der Liste ist der 9. Januar 2023.

## Allgemein
In den Spalten befinden sich folgende Informationen:
- Lage: die Adresse des Baudenkmales und die geographischen Koordinaten. Kartenansicht, um Koordinaten zu setzen. In der Kartenansicht sind Baudenkmale ohne Koordinaten mit einem roten Marker dargestellt und können in der Karte gesetzt werden. Baudenkmale ohne Bild sind mit einem blauen Marker gekennzeichnet, Baudenkmale mit Bild mit einem grünen Marker.
- Bezeichnung: Bezeichnung des Baudenkmales
- Beschreibung: die Beschreibung des Baudenkmales. Unter § 3 Abs. 2 NDSchG werden Einzeldenkmale und unter § 3 Abs. 3 NDSchG Gruppen baulicher Anlagen und deren Bestandteile ausgewiesen.
- ID: die Objekt-ID des Baudenkmales
- Bild: ein Bild des Baudenkmales, ggf. zusätzlich mit einem Link zu weiteren Fotos des Baudenkmals im Medienarchiv Wikimedia Commons. Wenn man auf das Kamerasymbol klickt, können Fotos zu Baudenkmalen aus dieser Liste hochgeladen werden:

## Rühen

### Gruppe: Am Dorfplatz
Die Gruppe hat die ID 33920720.

| Lage                                       | Bezeichnung    | Beschreibung | ID       | Bild |
| ------------------------------------------ | -------------- | --- | -------- | ---- |
| Am Dorfplatz 2 52° 29′ 6″ N, 10° 53′ 4″ O  | Wohnhaus       | Zweigeschossiges traufständiges Fachwerkhaus auf Sandsteinquadersockel unter Satteldach. Annähernd symmetrische Fassadengliederung mit mittiger zweiflügeliger Hauseingangstür mit Oberlicht, Andreaskreuze zur Aussteifung. Westfassade mit Ziegelbehang.                                                                             | 33936777 |      |
| Am Dorfplatz 4 52° 29′ 5″ N, 10° 53′ 3″ O  | Wohnhaus       | Zweigeschossiger traufständiger Fachwerkbau mit Mittelrisalit auf Natursteinsockel unter Krüppelwalmdach, Eckaussteifung mit Schwelle-Rähm-Verbindungen. | 33936803 | BW   |
| Am Dorfplatz 4a 52° 29′ 4″ N, 10° 53′ 3″ O | Wohnhaus       | Zweigeschossiger traufständiger Massivbau aus rotem Backstein auf niedrigem Sandsteinsockel unter Satteldach. Als Anbau zu Nr. 4 errichtet, heutige Hausnummer 4a. Fensteröffnungen und mittige Hauseingangstür unter flachen Segmentbögen, Deutsches Band als Fassadengliederung und zur horizontalen Geschossbetonung straßenseitig. | 50964995 | BW   |
| Am Dorfplatz 6 52° 29′ 4″ N, 10° 53′ 2″ O  | Wohnhaus       | Traufständiges zweigeschossiges Fachwerkwohnhaus auf niedrigem Sandsteinsockel unter Satteldach. Mittiger übergiebelter Mittelrisalit mit Zierfachwerk sowie zweiflügeliger Hauseingangstür mit Oberlicht. Eckaussteifung durch Schwelle-Rähm-Verbindungen.                                                                            | 33936829 | BW   |
| Am Dorfplatz 8 52° 29′ 3″ N, 10° 53′ 2″ O  | Wohnhaus       | Traufständiges zweigeschossiges Fachwerkwohnhaus auf niedrigem Sandsteinsockel unter Krüppelwalmdach. Symmetrische Fassadengliederung mit mittiger zweiflügeliger Hauseingangstür. Eckaussteifung durch Schwelle-Rähm-Verbindungen. | 33936855 |      |
| Am Dorfplatz 52° 29′ 2″ N, 10° 53′ 5″ O    | Kriegerdenkmal | | 33936735 |      |
| Am Dorfplatz 52° 29′ 2″ N, 10° 53′ 5″ O    | Kriegerdenkmal | | 33936756 | BW   |
| Am Ehrenmal 17 52° 29′ 1″ N, 10° 53′ 4″ O  | Wohnhaus       | Eingeschossiger Fachwerkbau unter Halbwalmdach mit mittigen übergiebelten Zwerchhaus. | 33936928 | BW   |
| Am Ehrenmal 17 52° 29′ 2″ N, 10° 53′ 4″ O  | Stall          | Quer zum Wohnhaus anschließender zweigeschossiger Fachwerkbau unter Satteldach. Auf niveauausgleichendem, zur Straße hin sehr hohem Sockel. Straßenseitige Fassade massiv mit Garageneinfahrt. | 50959834 | BW   |

### Gruppe: Hauptstraße 3
Die Gruppe hat die ID 33922199. Hofanlage entlang der Hauptstraße auf einem sich nach Südwesten aufweitenden Grundstück. Gebäudegruppe aus Mitte 19. Jh. bis um 1900, bestehend aus Hauptwohnhaus, daran anschließenden Wohnhaus als Tagelöhnerhaus mit Wirtschaftsteil, freistehenden Tagelöhnerhaus, Schweinestall, Scheune sowie Stall.

| Lage                        | Bezeichnung    | Beschreibung | ID       | Bild |
| --------------------------- | -------------- | --- | -------- | ---- |
| 52° 29′ 1″ N, 10° 53′ 2″ O  | Tagelöhnerhaus | An nordöstlichen Grundstücksecke stehender eingeschossiger Fachwerkbau auf Sandsteinsockel unter Halbwalmdach, in Eckgefachen mit Schwelle-Ständerstreben. Südgiebel mit Ziegelbehang. | 33937079 | BW   |
| 52° 29′ 1″ N, 10° 53′ 2″ O  | Tagelöhnerhaus | Eingeschossiger traufständiger Fachwerkbau auf niedrigem Sandsteinsockel unter Krüppelwalmdach. Nördlicher Teil dient als Wohnhaus, im Süden schließt Wirtschaftsteil an, welcher direkt an Hauptwohnhaus angrenzt. Giebeltrapez mit senkrechter Holzschalung. Dielentor zur Hofseite. | 33937053 | BW   |
| 52° 29′ 1″ N, 10° 53′ 1″ O  | Stall          | Zweigeschossiges traufständiges Stallgebäude unter Satteldach, niedriges EG in Bruchsteinmauerwerk und Fachwerkobergeschoss mit Ladeluken, Stallfenster erneuert. | 33937177 | BW   |
| 52° 29′ 0″ N, 10° 52′ 59″ O | Scheune        | Eingeschossiger Fachwerkbau auf Sandsteinquadersockel unter Halbwalmdach, mit einer Querdurch- und einer Quereinfahrt. Im südlichen Gebäudeteil ehemals mit Kuhstall (Anbindestall), in diesem Bereich Sandsteinsockel höher. | 33937128 | BW   |
| 52° 29′ 0″ N, 10° 53′ 0″ O  | Stall          | Zweigeschossiger Ziegelbau unter flachen Satteldach. Tür- und Fensteröffnungen mit segmentbogigen Stürzen zum Teil unter leichter Bindervordachung hofseitig, Öffnungen tw. zugesetzt. Im OG mit kleinen Segmentbogenfenstern und Ladeluken, als Kornboden genutzt. | 33937104 | BW   |
| 52° 29′ 0″ N, 10° 53′ 1″ O  | Wohnhaus       | Zweigeschossiger traufständiger Fachwerkbau auf Sandsteinsockel unter Halbwalmdach. Symmetrische Fassadengliederung mit mittiger historischer Eingangstür und Durchgangsflur zum Hof. Südlicher Gebäudeteil zur Straße unterkellert, mit Stichkappen und gemauerten Gurtbögen aus Ziegelmauerwerk. Giebelseiten tw. mit Ziegelbehang. Historische Innenausstattung wie z.B. Innentüren erhalten. | 33936975 | BW   |

### Einzelbaudenkmale
| Lage                                               | Bezeichnung    | Beschreibung | ID       | Bild |
| -------------------------------------------------- | -------------- | --- | -------- | ---- |
| Am Ehrenmal 13 52° 29′ 1″ N, 10° 53′ 6″ O          | Wohnhaus       | Zweigeschossiger traufständiger verputzter Massivbau auf Natursteinquadersockel unter Halbwalmdach. Übergiebelter Mittelrisalit sowie Eckturm im Nordosten. Mit original erhaltenen zeittypischen Gestaltelementen, Vorgarten und zeitgenössischer straßenseitiger Einfriedung. | 33936903 | BW   |
| B 244/Mittellandkanal 52° 28′ 45″ N, 10° 54′ 38″ O | Strassenbrücke | | 33936952 | BW   |
| Hochwasserentlaster 52° 28′ 35″ N, 10° 54′ 42″ O   | Kanal          | | 33937000 | BW   |
| Hoitlinger Straße 1 52° 29′ 9″ N, 10° 50′ 31″ O    | Schule         | | 33936711 | BW   |

## Brechtorf

### Gruppe: Nordstraße
Die Gruppe hat die ID 33920703. Hofanlagen entlang der Nordstraße als einheitliche Bebauung mit Wohn-/ Wirtschaftsgebäuden und Nebengebäuden.

| Lage                                       | Bezeichnung               | Beschreibung | ID       | Bild |
| ------------------------------------------ | ------------------------- | --- | -------- | ---- |
| Nordstraße 5 52° 28′ 47″ N, 10° 52′ 30″ O  | Wohn-/ Wirtschaftsgebäude | | 33936575 | BW   |
| Nordstraße 7 52° 28′ 48″ N, 10° 52′ 30″ O  | Wohn-/ Wirtschaftsgebäude | Traufständiger Fachwerkbau mit zweigeschossigen überhöhten Wohnteil auf hohen Sandsteinquadersockel unter Halbwalmdach. Südlicher Giebel sowie Giebeltrapez auf Nordseite mit Ziegelbehang. Wirtschaftsteil zu Wohnzwecken ausgebaut. | 33936601 | BW   |
| Nordstraße 10 52° 28′ 48″ N, 10° 52′ 31″ O | Wohn-/ Wirtschaftsgebäude | | 33936627 | BW   |
| Nordstraße 12 52° 28′ 49″ N, 10° 52′ 32″ O | Scheune                   | Giebelständiger Fachwerkbau in Ständerbauweise als Querdurchfahrtsscheune erbaut, historische Durchfahrt zugesetzt. Im Westen dreigefachbreite niedrigere Erweiterung mit Halbwalm zur Straße.                                        | 33936683 | BW   |